# Claudio Chiappucci
Claudio Chiappucci   (Uboldo, 28 de febrer de 1963), anomenat El diable, va ser un ciclista italià, que fou professional entre 1985 i 1999.
Especialista en la muntanya, va tenir la mala sort que la seva vida esportiva coincidís amb l'època d'esplendor de Miguel Indurain. Va destacar pels seus constants atacs i per les seves llargues escapades en les Grans Voltes. Es va donar a conèixer per al gran públic en el Tour de França de 1990, gràcies a una gran escapada en la qual guanyà molts minuts i que li va permetre aconseguir el mallot groc. Aquest mallot el va perdre en la darrera contrarellotge en favor de Greg Lemond, vencedor final de la cursa. Amb la seva segona posició es convertia en el primer italià a trepitjar el podi del Tour des que Felice Gimondi ho aconseguís el 1972.
No va guanyar mai cap de les grans voltes, però amb tot, va deixar la seva empremta en la història del ciclisme, amb gestes com la de la 12a etapa del Tour de França 1992, una etapa d'alta muntanya amb final a Sestriere, de més de 200 km i en la qual es va escapar en els primers compassos de la carrera.

## Palmarès
- 1983
  - 1r al Gran Premi Somma
- 1984
  - 1r al Giro del Friül-Venècia Júlia
- 1989
  - 1r al Giro del Piemont
  - 1r a la Coppa Placci
- 1990
  - Vencedor d'una etapa de la París-Niça
  -  Vencedor del Gran Premi de la Muntanya al Giro d'Itàlia
- 1991
  - 1r a la Milà-Sanremo
  - 1r a la Volta a Euskadi i vencedor d'una etapa
  - Vencedor d'una etapa al Tour de França.  1r del Gran Premi de la Muntanya i Premi de la Combativitat
  -  1r de la Classificació per punts al Giro d'Itàlia
  - Vencedor de 2 etapes de la Setmana Catalana
- 1992
  - 1r a la Pujada a Urkiola
  - 1r al Giro del Trentino i vencedor d'una etapa
  - 1r al Giro dels Apenins
  - Vencedor d'una etapa al Tour de França.  1r del Gran Premi de la Muntanya i Premi de la Combativitat
  -  Vencedor del Gran Premi de la Muntanya al Giro d'Itàlia
- 1993
  - 1r a la Clàssica de Sant Sebastià
  - 1r a la Coppa Sabatini
  - 1r a la Japan Cup
  - Vencedor d'una etapa al Tour de França
  - Vencedor d'una etapa al Giro d'Itàlia.  1r del Gran Premi de la Muntanya
- 1994
  -  1r a la Volta a Catalunya i vencedor d'una etapa
  - 1r al Tre Valli Varesine
  - 1r a la Japan Cup
  - Vencedor d'una etapa de la Volta a Galícia
- 1995
  - 1r a l'Escalada a Montjuïc
  - 1r a la Japan Cup
  - 1r al Giro del Piemont

### Resultats al Giro d'Itàlia
- 1985. 64è de la classificació general
- 1987. 48è de la classificació general
- 1988. 24è de la classificació general
- 1989. 46è de la classificació general
- 1990. 12è de la classificació general.  1r del Gran Premi de la Muntanya
- 1991. 2n de la classificació general.  1r de la Classificació per punts. 1r al Premi de la Combativitat
- 1992. 2n de la classificació general.  1r del Gran Premi de la Muntanya. 1r al Premi de la Combativitat
- 1993. 3r de la classificació general. Vencedor d'una etapa.  1r del Gran Premi de la Muntanya
- 1994. 5è de la classificació general
- 1995. 4t de la classificació general
- 1996. Abandona
- 1998. 60è de la classificació general

### Resultats al Tour de França
- 1989. 81è de la classificació general
- 1990. 2n de la classificació general. Porta el mallot groc durant 8 etapes
- 1991. 3r de la classificació general. Vencedor d'una etapa.  1r del Gran Premi de la Muntanya
- 1992. 2n de la classificació general. Vencedor d'una etapa.  1r del Gran Premi de la Muntanya
- 1993. 6è de la classificació general. Vencedor d'una etapa
- 1994. Abandona (12a etapa)
- 1995. 11è de la classificació general

### Resultats a la Volta a Espanya
- 1988. 26è de la classificació general